# Tvillingbind
Et tvillingbind (eller tvillingebind) er normalt et bogbind med to bøger i - med fælles bagbagperm og hver sin forperm. Drejer man bogen, kan man uden besvær læse den anden bog. 
Denne indbinding er brugt, hvor det er bekvemt at have to bøger ved hånden. Det kunne være Bibelen og Salmebogen. 
Man har også indbindinger med mere end to bøger
og de kan ligne en leporellobog.